# Христенко Інна Митрофанівна
І́нна Митрофа́нівна Христе́нко (14 серпня 1919, Полтава — 21 серпня 2001) — українська дитяча письменниця (поетеса, прозаїк).

## Життєпис
Народилася в сім'ї вчителя. Батько був репресований, на всіх родичів лягло тавро родини «ворога народу».
У 1923 р. разом із батьками переїхала до Харкова, де закінчила середню школу, а 1941 історичний факультет Харківського університету.
Після початку німецько-радянської війни Христенко приєдналась до товариства «Просвіта». Деякий час працювала друкаркою у Міській управі. В газеті «Нова Україна», яка виходила у піднімецькому Харкові, був опублікований ліричний вірш Христенко «Привіт тобі, весно!».
За її словами, після війни її часто викликали до НКВС, ставлячи у провину зокрема цю публікацію. Христенко заборонили викладати у денній школі, дозволивши викладати тільки у вечірній.
У 1944—1958 рр. учителювала в школі.
Наприкінці 1950-х років знову почала писати вірші та оповідання. Переважно писала твори для дітей.
З 1960 р. — член Спілки письменників України.
У листопаді 1994 р. одружилася з німцем Ріхардом Дюрнером. Дюрнер, колишній художник, під час німецько-радянської війни був водієм, квартирував у Харкові в одному дворі з Христенко. Він захворів, дізнавшись, що у Німеччині померла його дружина, залишилися діти. Він був пригнічений тяжкою депресією, в нього розпочалася сильна гарячка. Христенко доглядала за ним, Дюрнер одужав та, залишивши Харків з німецькими військами, повернувся до Німеччини. У 1990-ті роки Дюрнер знайшов Христенко, почалося листування, згодом вони одружилися. Жили у м. Гольцмаден (Швабія).
Після смерті чоловіка повернулася до Харкова.
Померла 21 серпня 2001 року.

## Твори
Друкує вірші від 1943. Пише для дітей.
- Збірка казок «Хоробрий ведмедик» (1958).
- Повість «Настуся» (1959).
- Збірка оповідань «Миколина перемога» (1960).
- Збірка віршів для малят «О нашем Вадике дома и в садике» (російською мовою, 1960).
- Збірка оповідань «Вредний хлопчисько» (1963).
- Повість «Настуся» (частини 1—2, 1968).
- Збірка казок та оповідань «Славкові канікули» (1970).
- «Настуся» (в російському перекладі, 1973).